# 王家楨 (1899年)

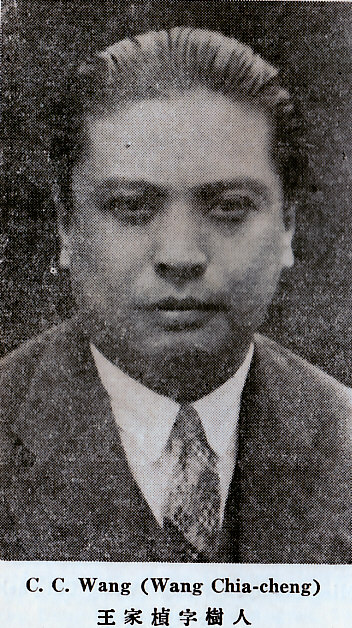
1931年《中国名人录》第四版中的王家桢

王家桢（1899年—1984年12月28日），字树人，出生于吉林省双城县（今黑龙江省双城市），祖籍山东省文登县，中华民国及中华人民共和国政治人物。

## 生平

### 張作霖父子的部下

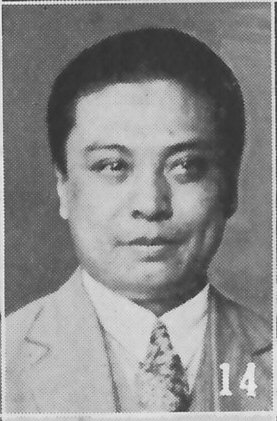
《最新支那要人傳》（1941年）中的王家桢

王家桢早年自北京大学法科肄业后前往日本留学，毕业于庆应义塾大学经济科。回国后曾任北京政府交通部法律编辑局书记官。孫中山发动護法運動後，王家桢南下参加，任广州大元帅府秘书。後来回到北京政府，任直系吴佩孚的秘书、负责同日本联络。吴佩孚下台後，王家桢通过自己是莫德惠外甥的关系，投靠奉系张作霖，任大元帥秘書、外交部秘書。
張作霖死後，張学良繼位，王家桢继续为張学良的部下。張学良东北易幟後，王家桢任東北边防軍司令長官公署外交機要处主任。1928年，蔡智堪曾通过王家桢将田中奏折转交张学良后公开。1930年（民国19年）4月，任国民政府外交部常務次長，并且兼任外交部特派威海衛接收专員、日本租界收回委員会委員長。1931年，九一八事变爆发，張学良失势，王家桢遂离开上述要職。

### 国民政府、中華人民共和国时期的活動
1931年起，王家桢历任国民政府外交部顾问、中国出席国际联盟会议代表、中央政治委员会外交委员会委员。1934年（民国23年）10月，任国民政府軍事委員会委員長东北行营经济委员会委员。1935年5月，出任监察院监察委员。1937年（民国26年）5月，任国民政府主席東北行轅政務委員会委員，同月被免职。抗日战争期间，于1938年6月出任第一届国民参政会参政员。此后又连任为第二届国民参政会参政员。他被视为蒋介石政权对日外交的智囊。
1945年（民国34年），作为中国代表团顧問，出席了美国旧金山的联合国成立大会。抗日战争胜利後，历任東北生産管理局局長、東北政務委員会常務委員。1946年当选制宪国民大会代表。第二次国共内战末期，拒绝随蒋介石政权去台湾，仍留在大陆。
中華人民共和国成立後，加入中国人民外交学会，并曾任中国国民党革命委員会（民革）中央委員、第二至六届全国政协委员。1984年12月28日在北京逝世，享年86岁。安葬在北京东北义园。

## 家庭
王家桢是莫德惠的外甥。

## 延伸阅读
- 高殿芳 主编，爱国人士王家桢——《田中奏折》的历史见证人，团结出版社，1997年